# Sielsowiet Stołowicze
Sielsowiet Stołowicze (biał. Сталовіцкі сельсавет, ros. Столовичский сельсовет) – jednostka administracyjna wchodząca w skład rejonu baranowickiego w оbwodzie brzeskim na Białorusi.
Centrum administracyjnym sielsowietu jest agromiasteczko Stołowicze.

## Geografia
Powierzchnia sielsowietu wynosi 128,6 km².
W roku 2019 w granicach sielsowietu znajdowały się 1363 gospodarstwa.

## Demografia
W 2019 roku sielsowiet zamieszkiwało 3088 mieszkańców, w tym 1736 w wieku produkcyjnym.

## Miejscowości
W skład sielsowietu wchodzą miejscowości: Stołowicze, Akciabrski, Antonowo, Ciukantowicze, Domaszewicze, Haciszcze, Kołpienica Mała, Kołpienica Wielka, Kruhliki, Michnowszczyzna, Miedzieniewicze, Mielechowicze, Nowiki, Nowy Świat, Poleniczyce, Stajki, Sudary, Torczyce, Wojkiewicze Nowe, Wojkiewicze Stare, Zagórze, Zaosie, Zapole.